# Terminal Terrestre de Guayaquil
Terminal Terrestre de Guayaquil es una terminal de buses en Guayaquil, Ecuador. Se ubica en la Avenida Benjamín Rosales y Avenida de Las Américas, entre el Aeropuerto Internacional José Joaquín de Olmedo y la Terminal Río Daule de la Metrovía, su edificio principal se denomina "Edificio Dr. Jaime Roldós Aguilera".  

## Historia
Fue edificada por la empresa japonesa Fujita e inaugurada el 11 de octubre de 1985, siendo administrada desde entonces por la Comisión de Tránsito del Guayas. A los dos años de su inauguración la terminal sufrió daños estructurales a consecuencia de su diseño y los materiales empleados. 
Esta situación de deterioro se prolongó hasta 2002 cuando empezaron los trabajos de reconstrucción a cargo de la Fundación Terminal Terrestre, cuyos socios fundadores son la Municipalidad de Guayaquil, la Junta Cívica de Guayaquil y la Comisión de Tránsito del Guayas. La fundación, presidida por Guillermo Lasso, concluyó los trabajos de reconstrucción en 2007 con la entrega de un edificio principal completamente remodelado con la capacidad de soportar el paso de 42 millones de usuarios por año. La remodelación del terminal incluyó la readecuación de las instalaciones interiores para convertirlas en un outlet "mall-terminal", el Outlet Terminal Terrestre.
El costo de la reconstrucción, realizada por la empresa Inmomariuxi, se estima en 50 millones de dólares financiados por la Corporación Andina de Fomento, el gobierno de Lucio Gutiérrez, el Municipio de Guayaquil y fondos de la Fundación Terminal Terrestre.